# ECO-Haus

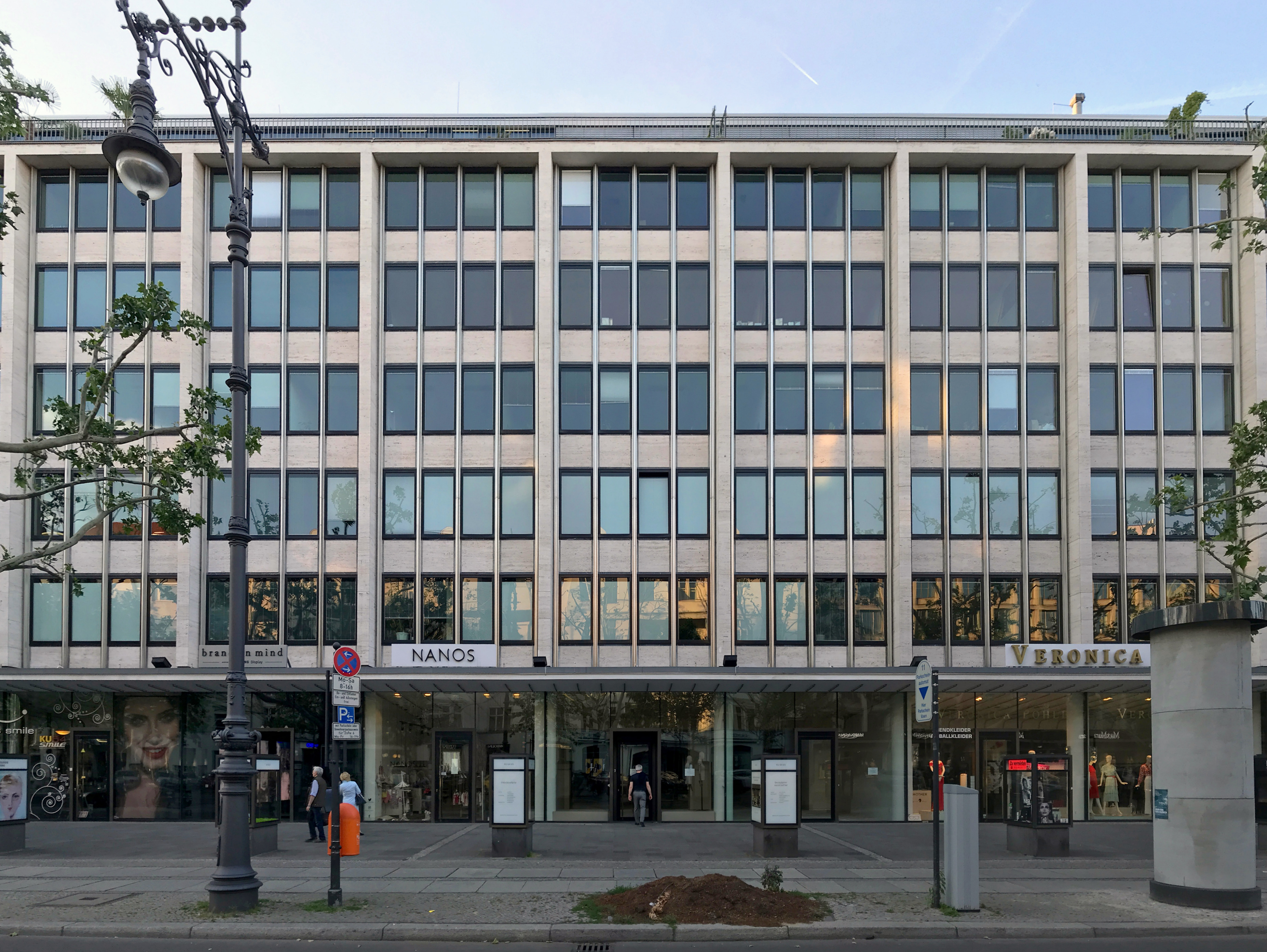
ECO-Haus (2019)

Das ECO-Haus, Kurfürstendamm 64–65, ist ein siebengeschossiges Geschäftshaus im Berliner Stadtteil Charlottenburg und wurde 1954/55 von der Philipp Holzmann AG nach den Plänen des Architekten Herbert Schiller errichtet. Das Gebäude ist ein Baudenkmal.

## Architektur
Das Gebäude ist ein Stahlbetonskelettbau. Über dem verglasten Erdgeschoss kragt ein Schrägdach vor. Die Fenster vom ersten bis fünften Stock verlaufen länglich. Die Fassade ist mit Travertinplatten verkleidet. Das Dachgeschoss ist zurückgesetzt, so dass Balkone entstanden sind. 

## Nutzung

Historische Werbung ECO-Haus

Das Eco-Haus erhielt seinen Namen durch den Bauherren und dort ansässigen Konfektionshersteller Gerhard Ebel & Co. (Eco). 1955 hieß es in einer Anzeige: „Das repräsentative ECO-Haus am Kurfürstendamm mit seinen sechs Etagen zählt zu den eindrucksvollsten Neubauten Westberlins. Es bietet 1000 Beschäftigten der Bekleidungsindustrie lichte Arbeitsräume.“ Nach dem Mauerbau stellten die meisten Konfektionsfirmen in diesem Haus ihren Betrieb ein.
Am 5. November 1954 wurde das vom Architekten Walter Labes entworfene Kino „Bonbonniere“ mit 424 Plätzen im Erdgeschoss eröffnet.
Das „Bonbonniere“ spezialisierte sich auf US-amerikanische Filme. In den 1970er Jahren wurde das Haus vorübergehend als Pornokino betrieben. 1977/78 begann das Filmtheater unter dem Namen „Cinema Berlin“, später „Hollywood“, wieder als Programmkino zu spielen, das vorwiegend Erstaufführungen zeigte. Nach einem Umbau im Jahre 1993 verfügte das Kino über einen im angrenzenden Laden eingerichteten zweiten Saal. Mitte August 2003 stellte das Kino den Spielbetrieb ein.
Am 15. August 2005 wurde die Zahnarztpraxis KU64 in der 5. und 6. Etage des Hauses eröffnet. Die Innenräume wurden nach Entwürfen des Architekturbüros GRAFT im Auftrag von Dr. Stephan Ziegler umgestaltet. Die Gestaltung des Interieurs gewann 2008 den 1. Preis für Public Interior/Innovation des Archip Awards. Der 2011 neu gestaltete Kinderbereich „KU 65 – Zahnarztpraxis für Kinder“ fand 2013 Anerkennung in dem vom AKG – Architekten für Krankenhausbau und Gesundheitswesen im BDA e. V. – ausgelobten AKG-Wettbewerb Herausragender Gesundheitsbauten.
|       | Kurfürstendamm 64             | Kurfürstendamm 65                                                            |
| ----- | ----------------------------- | ---------------------------------------------------------------------------- |
| EG    | Soana Exclusive Schuhe Berlin | KU 64 White Lounge, Bauchladen                                               |
| 1. OG | ProImmobillia                 | Aurum GmbH – Steuerberatungsgesellschaft                                     |
| 2. OG | Rechtsanwälte und Notare      | Onkologische Praxis                                                          |
| 3. OG | Rechtsanwälte                 | Deutsche Grundstücksauktionen AG/Deutsche Internet Immobilien Auktionen GmbH |
| 4. OG | Rechtsanwälte und Notare      | I&U – Information und Unterhaltung TV-Produktion GmbH & Co KG                |
| 5. OG | Smile Design Dentallabor GmbH | Dermatologie des Westens                                                     |
| 6. OG | KU64 – Die Zahnspezialisten   | KU64 – Die Zahnspezialisten/KU65 Zahnarztpraxis für Kinder                   |

## Stolpersteine
Am 9. Juni 2009 wurden im Gehweg vor dem Haus drei Stolpersteine für Georg, Anna und Ida Bremer verlegt.